# Hideshi Hino
Hideshi Hino (日野日出志?, Hino Hideshi; Qiqihar, 19 aprile 1946) è un fumettista giapponese.

## Biografia
Nasce in Cina, Manciuria, da una famiglia di immigrati giapponesi. Gli ispiratori di Hino sono Shigeru Sugiura, Yoshiharu Tsuge e il manga Rocky Joe. Il suo primo lavoro viene pubblicato nel 1967 su COM, rivista di manga sperimentali di Osamu Tezuka. Nel 1968 comincia la collaborazione con la rivista Garo, dove dal 1972  inizia  la realizzazione della serie Hideshi Hino's Shocking Theater , facendosi notare per il peculiare immaginario grottesco popolato da creature deformi e disperati  dall’animo in pena. La sua opera è un elogio al “diverso” in conflitto per sopravvivere all’indifferenza del prossimo.
Negli anni ’80  si dedica anche al cinema. Sceneggia e dirige due pellicole della serie Guinea Pig (ギニーピッグ?, Ginī piggu) basati sui suoi lavori: Ketsuniku no hana (血肉の華? lett. "Fiore di sangue e carne") nel quale è anche attore e The Guinea Pig - Manhōru no naka no ningyo (ザ・ギニーピッグ マンホールの中の人魚?). Nel 2004 la Pony Canyon realizza una serie di sei film live action, basati sui suoi manga, intitolata Hino Hideshi no za horā kaiki gekijō (日野日出志のザ・ホラー怪奇劇場? lett. "Il teatro dell'orrore di Hideshi Hino").

## Opere tradotte in italiano
- Visione d'Inferno, collana Mondo Mongo, Telemaco Comics, ottobre 1992.
- Hell baby, collana Showcase, Dynit Manga, 25 ottobre 2018, ISBN 978-8833550169.
- Bug boy, collana Showcase, Dynit Manga, 31 gennaio 2019, ISBN 978-8833550251.
- Visione d'Inferno, collana Showcase, Dynit Manga, 21 novembre 2019, ISBN 978-8833550800.
- Oninbo  (Vol. 1), In Your Face Comix, 28 maggio 2020, ISBN 978-8897571186.
- Oninbo  (Vol. 2), In Your Face Comix, 11 settembre 2020, ISBN 978-8897571193.
- Red snake, In Your Face Comix, 9 marzo 2021, ISBN 978-8897571193.

## Filmografia

### Regista
- Guinea Pig 2 - Chiniku no hana (ギニーピッグ2 血肉の華?)（1985）
- The Guinea Pig - Manhōru no naka no ningyo (ザ・ギニーピッグ マンホールの中の人魚?)（1988）
- Bara no meikyu (薔薇の迷宮?) (2014)